# Nur-ili
Nur-ili, rey asirio del Imperio Antiguo (1485 a. C. - 1473 a. C.).
Hijo y sucesor de Enlil-nasir I, según la Crónica real asiria gobernó doce años. No tenemos más noticias con respecto a su reinado.
Le sucedió en el trono su hijo Assur-shaduni, que sólo pudo mantenerse un mes en el poder.
| Predecesor: Enlil-nasir I | Rey de Asiria 1485-1473 a. C. | Sucesor: Assur-shaduni |